# 부산구치소
부산구치소(釜山拘置所)는 부산광역시 사상구 주례동에 있는 대한민국의 구치소이다. 형이 확정되지 않은 미결수용자가 주로 수용되어 있으며, 대한민국 법무부 교정본부 소속의 대구지방교정청이 관할하는 교정시설로서 소장은 고위공무원 나급으로 임명된다. 부산광역시 사상구 학장로 268(주례동)에 위치하고 있으며, 같은 부산광역시에 있으나 형이 확정된 수형자가 주로 수용되어 있는 부산교도소와 다른 기관이다.

## 역사
대한제국 시기인 1898년에 감옥 사무를 개시한 이래, 일제강점기 동안 부산감옥과 부산형무소라는 이름으로 사용되었다. 1961년에 부산교도소로 개칭하였고, 1973년에 현재의 위치로 이전하였다.
구치소로 개편된 것은 1986년이다. 형사 사건으로 구속된 피의자 및 피고인과 형이 확정된 일부 수형자를 수감한다. 부산교도소가 부산구치소로 바뀌면서, 이후 종전에 부산교도소 산하에 있던 김해교도소가 대신 부산교도소로 변경되었다.
1973년에 이전하기 전에는 부산광역시 서구 동대신동에 있었다. 옛 부산형무소 자리에는 아파트가 들어서 있다.

## 같이 보기
- 부산교도소